# Choujin X
Choujin X (超人X Chōjin Ekkusu?) es una serie de manga japonés escrita e ilustrada por Sui Ishida. Ha sido serializada de forma irregular en la página Tonari no Young Jump de Shueisha desde mayo de 2021 y en la Weekly Young Jump desde octubre de 2021.

## Sinopsis
Azuma Higashi (東 アズマ Higashi Azuma?) tiene grandes habilidades de pelea, así como un fuerte sentido de la justicia, y siempre obtiene buenas calificaciones en clase. Su amigo Tokio Kurohara (黒原 トキオ Kurohara Tokio?) es todo lo contrario a Azuma: no presta atención en clase y solo es un espectador cuando Azuma pelea. Por diferentes que sean, su vínculo es muy fuerte, sin embargo viven en la prefectura de Yamato, donde el distrito casi ha sido destruido por Choujins, humanos con habilidades sobrenaturales. Cuando ambos regresan a casa, se encuentran con un Choujin que amenaza con matarlos. Sin otra opción para poder escapar, los dos decidieron convertirse en Choujins.

## Publicación
Choujin X, escrito e ilustrado por Sui Ishida, fue anunciado en noviembre de 2020. Con un serialización irregular, los capítulos liberaron según la propia programación de Ishida, Choujin X empezó su serialización en la página Tonari no Young Jump de Shueisha el 10 de mayo de 2021. También fue serializado en la Weekly Young Jump del 14 de octubre de 2021 al 4 de febrero de 2022, pero terminó continuando su serialización solo a través de la página web. Shueisha liberó sus primeros dos volúmenes tankōbon el 17 de diciembre de 2021.
La serie se publica simultáneamente en el sitio web Viz Media en inglés y en la plataforma en línea Manga Plus de Shueisha en inglés, indonesio, portugués, español y ruso.

### Lista de volúmenes
| N.º | Fecha de lanzamiento     | ISBN original          |
| --- | ------------------------ | ---------------------- |
| 1   | 17 de diciembre de 2021  | ISBN 978-4-08-892166-2 |
| 2   | 17 de diciembre de 2021  | ISBN 978-4-08-892167-9 |
| 3   | 18 de mayo de 2022       | ISBN 978-4-08-892318-5 |
| 4   | 16 de septiembre de 2022 | ISBN 978-4-08-892458-8 |
| 5   | 19 de enero de 2023      | ISBN 978-4-08-892573-8 |
| 6   | 19 de mayo de 2023       | ISBN 978-4-08-892691-9 |
| 7   | 19 de septiembre de 2023 | ISBN 978-4-08-892792-3 |
| 8   | 19 de diciembre de 2023  | ISBN 978-4-08-893018-3 |
| 9   | 18 de abril de 2024      | ISBN 978-4-08-893219-4 |
| 10  | 18 de julio de 2024      | ISBN 978-4-08-893269-9 |
| 11  | 19 de noviembre de 2024  | ISBN 978-4-08-893428-0 |
| 12  | 17 de abril de 2025      | ISBN 978-4-08-893571-3 |
| 13  | 19 de agosto de 2025     | ISBN 978-4-08-893786-1 |

## Recepción
El primer y segundo volumen vendieron 33,113 y 29,852 copias (respectivamente) en su primera semana;  después vendieron 40,141 y 36,085 copias (respectivamente) en su segunda semana.